# 黄文胜
黄文胜，是太平天国的人物，封捷王。
黄文胜是天王洪秀全的女婿，被封为捷王。全称殿前又副总开矿顶天扶朝纲天西驸马捷王。洪秀全晚年，宠信重用亲属。包括他的外甥幼西王蕭有和、长兄安王洪仁发、次兄福王洪仁达、族弟干王洪仁玕，还有三个女婿金王钟万信、凯王黄栋梁、捷王黄文胜。萧有和、黄栋梁、黄文胜都是少年。天京失陷时，黄文胜在城中，没有随洪天贵福出逃，后不知下落。